# 家有仙妻
《家有仙妻》是伍宗德製作兼導演、张凤鸣編劇的一套台灣電視劇，由伍宗德領導同德傳播製作。於1991年4月23日至1991年6月17日在中華電視公司（華視）首播，是華視1991年八點檔連續劇之一，共40集；其後於1993年於衛視中文台播映。
此劇是台灣電視史上第一部大量運用Ampex影像特效機（Ampex Digital Optics）製作電腦動畫特效的時裝喜劇，也是當年乘著配音日劇熱潮闖入香港電視廣播業界的台灣電視劇之一。隨著在中國大陸的熱播，此劇在中國大陸風靡一時，劇中多名演員以此在中國大陸打開知名度。因第一部的轰动，1997年拍摄第二部。
此劇第一部的集團結婚戲，請來時任臺北市市長黃大洲客串證婚人。

## 第一部

### 演员
主要演员
- 林以真 饰 何莉莉[5]
- 澎恰恰 饰 陳天貴[6]
- 孫興 饰 沈公子
- 李又麟 饰 梅友財
- 戈偉如 饰 李萍
- 白冰冰 饰 周美美

次要演员
- 林光寧 饰 何大偉(何莉莉爸爸)
- 李威儀 饰 李學芬(何莉莉媽媽)
- 譚艾珍 饰 何玉鳳(何莉莉奶奶)
- 梁修治 饰 何振器(大寶,何莉莉弟弟)
- 馬維欣 饰 玉霞

單元演員
- 魯直 饰 曾曙光
- 鄭宜雰 饰 曾正盈
- 郎雄 飾 董事
- 張玉嬿 飾 素雲
- 顏正國 飾 阿國
- 陳崇榮 飾 趙小冬
- 左孝虎 飾 小虎
- 郭子乾 飾 刮車賊
- 曾亞君 飾 貴婦
- 何如芸 飾 慧慧[7]
- 許淑蘋 飾 小菁
- 熊海靈 飾 鄭紅
- 溫翠蘋 飾 洪小蘋
- 吳敏 飾 錢母

## 第二部

### 演员
- 孙兴 飾 沈立企(沈公子兒子)
- 萧蔷 飾 祝小英(陳天貴&何莉莉女兒)
- 戈伟如 飾 波波
- 赵本山 飾 李聯傑
- 那英 飾 麗智
- 宫雪花 飾 花花
- 吕丽萍 飾 卓寡婦
- 李又麟 飾 梅大志(梅友財兒子)
- 谢祖武 飾 梁大山
- 伊正 飾 梁大海
- 譚艾珍 饰 祝小英養母
- 游啟東 饰 祝小英養父
- 張琴梁 饰 梁母
- 曾國城 饰 趙堅仁
- 張瑞竹 饰 艾咪
- 沈嶸 饰 趙鐘晨
- 董曉燕 饰 小燕

## 音樂
- 片頭曲：失戀陣線聯盟，草蜢主唱（原曲為泰國男歌手通猜·麥金泰主唱的「Ku Gad」，並收錄於1990年發行的「Boomerang (Music Album)」）。
- 片尾曲：你的心是我靠岸的地方，葉璦菱主唱。

## 續集
2013年上海电视节後，華策影視宣布將於2013年11月開拍續集《追妻大丈夫》，制片人吴敦，導演伍宗德，預定張檬飾演女主角賈仁愛，《家有仙妻》原班人馬孫興、林以真、澎恰恰、戈偉如、白冰冰等都將在劇中出演原來的角色。至2014年仍沒有正式開拍消息。